# 浪花小唄
浪花小唄（なにわこうた、別名「道頓堀夜景」）は、1929年（昭和4年）6月25日（7月新譜）にビクターより発売された松竹蒲田映画主題歌である。ビクターレコード番号50793。作詞時雨音羽、作曲佐々紅華。A面二村定一、B面藤本二三吉（当時は葭町二三吉）。

## 概要
当時盛んに作成された新民謡（地方小唄）のひとつ。A面は民謡というより、当時ポピュラーであったジンタ調にアレンジされている。二村定一の歌唱も相俟って、この曲と前後して発売された「道頓堀行進曲」「大阪行進曲」と同様にモダンな新民謡として親しまれた。三者は大阪を中心に関西圏で流行し、名称を混同されることもあった。B面は三弦調にアレンジされ、二三吉が端唄風に唄っており、A面同様に人気を呼んだ。大正末期より端唄等を吹き込んでいた二三吉にとって、初の全国ヒットとなった。
この「浪花小唄」と「道頓堀行進曲」「大阪行進曲」が、大阪をテーマにした流行歌としては最初期のものである。その後、二三吉歌唱による「大阪音頭」が関西圏で流行したほか、「大阪かっぽれ」「大阪の唄」「曾根崎小唄」等数多くの新民謡・流行歌が発売されるも、全国ヒットには至らなかった。1959年（昭和34年）「月の法善寺横町」の全国ヒットまでは、大阪を代表するご当地ソングとして親しまれ、「美しき天然」と並びジンタによく用いられた。